# Dover Publications
Dover Publications es una editorial estadounidense fundada en 1941.  Publica principalmente libros que no se publican más por sus editoriales originales; por lo tanto, aunque no siempre, libros de dominio público. Muchos de estos libros son de particular interés histórico o de alta calidad. La política de Dover de lo económico y durable, significa que sus libros son vendidos a bajo costo.
Es muy conocida por sus reimpresiones de clásicos de la literatura,  música clásica y de imágenes de dominio público del siglo XIX. También han publicado una amplia colección de textos de matemática, origami, ciencia e ingeniería así como numerosos libros de interés  como historia de la ciencia o historia del diseño del diseño de muebles y trabajo de la madera.  
O'Reilly Media, la editorial de libros de computación, usa la línea de arte del catálogo de Dover para las ilustraciones de sus libros.

## Enlaces relacionados
- Página oficial

- Datos: Q2137023